# Carlos Padrós
Carlos Padrós Rubió (en castillan) ou Carles Padrós Rubió (en catalan), né le 9 novembre 1870, à Barcelone, mort le 30 décembre 1950 à Madrid, est un pionnier du football espagnol.
Membre fondateur du Real Madrid, il a ensuite été président du club entre 1904 et 1908, succédant à son frère Juan Padrós.
Padrós a été l'initiateur de la Copa del Rey et en a arbitré la première finale.

## Biographie

### Jeunesse
Carlos et son frère Juan sont nés dans une famille catalane vivant à Madrid. Ensemble, ils possédaient un magasin dans la rue d'Alcalá. Des sources contradictoires disent que c’était soit une boutique de mode appelée El Capricho, soit une entreprise de drap appelée El Encanto. Les deux frères se sont également impliqués dans le football émergent dans la ville.

### Football
En 1902, l'arrière-boutique de leur magasin devint le premier local du club de Madrid et Juan fut élu premier président du club, qui devint plus tard le Real Madrid,.
En 1902, Carlos devint président de la Federación Madrileña de Fútbol et suggéra la création d'une compétition de football pour célébrer le couronnement d'Alphonse XIII. Cette compétition est l'ancêtre de la Copa del Rey. Elle s'est déroulée pour la première fois en 1902 avec quatre autres équipes : le FC Barcelone, le Club Español de Fútbol, le Club Bizcaya (en) et le New Foot-Ball de Madrid, ont rejoint le FC Madrid lors de la première compétition. En finale, arbitré par Carlos, le Club Vizcaya a battu le FC Barcelona 2-1.
En juin 1904, il succéda à Juan en tant que président du Madrid FC. Le 23 octobre, il a organisé le premier match du club contre une équipe non espagnole, le club français Gallia Club de Paris, qui devint champion de France en 1905. Le match, qui s'est soldé par un match nul 1-1, était organisé pour célébrer la visite du président français, Émile Loubet. Pendant sa présidence, le club a également remporté la Copa del Rey quatre fois de suite entre 1905 et 1908. En 1908, Adolfo Meléndez (es) lui succéda à la présidence du club et, le 13 avril, il fut élu président honoraire à vie.

### Politique
Il a fait carrière en politique en tant que membre du Parti libéral, pour lequel il a été député aux Cortes pour la circonscription de Mataró aux élections générales de 1910, 1914 et 1916. Son nom a été donné à une rue de Mataró et au stade de football municipal.